# アンガヴァ湾

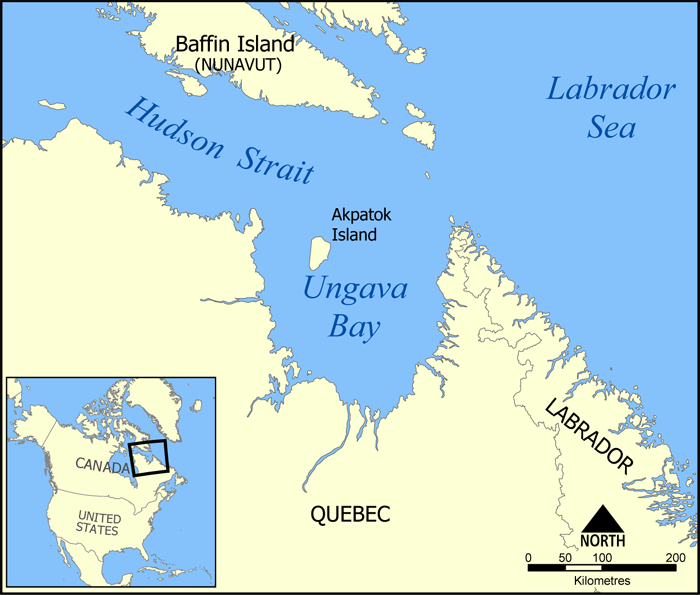
アンガヴァ湾。西側はアンガヴァ半島、東側はトーンガット山脈

アンガヴァ湾（Ungava Bay、フランス語： baie d'Ungava ）はカナダ北東部、ラブラドル半島北部にある大きな湾で、ヌナヴィック地区（Nunavik、ケベック州の北緯55度線以北の地区）とバフィン島（ヌナブト準州）とを隔てている。湾岸はケベック州に属し、ラブラドル半島の北東部に半円状に切り込んでいる。東西の幅は180km、面積はおよそ3万3,000平方km。水深は比較的浅いが、ハドソン海峡に面する湾の入り口付近は水深300mに達する。
湾内には多くの島が点在している。その中でも最大の島は、湾口中央部にあるアクパトク島（Akpatok、面積903平方km）である。アクパトク島も含め、北緯60度以北の島はヌナブト準州に属し、それより南の島はケベック州に属する。
大西洋へはハドソン海峡を出てすぐの場所にあるが、アンガヴァ湾周囲は冬季の気候が非常に寒く、アンガヴァ湾も北極海の一部と一般的には見られている。ラブラドル海流の影響により、夏は涼しい風が吹き樹木の生育には適さず、湾周囲はほぼ木のないツンドラである。アンガヴァ湾に注ぐ大河コクソアク川（Koksoak River）を河口から50km遡ったところにあるヌナヴィック最大の集落クージュアク（Kuujjuaq）では、夏の気温はおよそ摂氏7度で、冬はマイナス20度になる。年平均降水量は400mmから450mmで、そのほとんどは夏に降る。
アンガヴァ湾の海岸にはいくつかのイヌイットの集落が点在する。最大集落はコクソアク川河口近くのクージュアクで、ヌナヴィックの行政中心地でもある。過去には鉄鉱石の鉱床が見つかり発掘されていたこともあったが、鉱床の品質の高さにもかかわらず輸送手段が高くついたため、20世紀初頭には放棄された。イヌイットによる伝統的な狩猟が今でもこの地域の暮らしを支え、その他冒険を目的とした観光業も行われている。
アンガヴァ湾の南西隅は、ノバスコシア州とニューブランズウィック州の間のファンディ湾と並び、潮の干満差が世界有数である。いくつかの調査では、リーフ川（Leaf River / Rivière aux Feuilles）河口で、春季の干潮と満潮の海面差は17mを記録したという。湾に潮汐力発電所を作ろうという案もあるが、厳しい気候、および湾が氷で覆われていない時期は一年のほんのわずかしかないということから、実現は困難と思われる。